# Gitta Connemann
Gitta Connemann (Leer, 10 maggio 1964) è un avvocato e politica tedesca, dal 2002 membro del Bundestag per l'Unione Cristiano-Democratica di Germania (CDU). Dal 2021 è presidente del MIT, l'ala pro business del CDU/CSU.

## Biografia
Gitta Connemann è nata nel 1964 a Leer, nella Frisia Orientale,  da padre tedesco e madre olandese, Andreas Folkmar Saathoff (1932–2010), contadino, e Hilje, nata Buiskool (* 1933) e originaria di Woldendorp. Ha due fratelli minori ed è cresciuta in Holtland.   Dopo essersi diplomata alla Teletta-Groß-Gymnasium di Leer nel 1983, Connemann ha inizialmente svolto un apprendistato come commessa in un negozio di scarpe a Leer e poi, dal 1984, ha studiato giurisprudenza all'Università di Osnabrück e all'Università di Mainz, che ha completato nel 1990 con il primo esame di stato legale. Dopo aver completato il suo tirocinio, ha superato il secondo esame di stato nel 1993 e poi ha lavorato come avvocato a Darmstadt e Leer. Nel 1995 ha anche lavorato nel sindacato per l'associazione dei datori di lavoro per l'agricoltura e le cooperative Weser-Ems.

## Carriera politica
Nel 1996 è entrata a far parte della CDU ed è stata eletta nel consiglio del comune congiunto di Hesel, di cui è stata membro fino al 1999. È membro del consiglio distrettuale del distretto di Leer dal 2001.
Connemann è membro del Bundestag tedesco per il collegio elettorale di Unterems dal 2002. È subentrata a Rudolf Seiters. Dal 2003 al 2007 ha presieduto la Commissione d'inchiesta “Cultura in Germania” . È vicepresidente del gruppo parlamentare tedesco-israeliano ed è membro del consiglio del gruppo parlamentare per le medie imprese del gruppo parlamentare CDU/CSU.
Nel 2009, Connemann ha commissionato un rapporto al servizio scientifico del Bundestag tedesco per chiarire se esistesse la vita extraterrestre. Il rapporto è disponibile al pubblico dopo una controversia legale. Nel 2011 è stata una dei cinque membri del gruppo parlamentare CDU/CSU che non hanno votato a favore del disegno di legge sull'eliminazione graduale del nucleare. A metà del 2014, era una dei cinque membri del Bundestag che hanno votato contro l'introduzione del salario minimo legale.
Connemann è sempre stata eletta direttamente del collegio elettorale del Lower Ems nel Bundestag tedesco. Nelle elezioni federali del 2005 ha raggiunto il 47,1% dei primi voti, nelle elezioni federali del 2009 il 45,2%. Nelle successive elezioni federali del 2013, è stata in grado di ampliare notevolmente il suo risultato con il 54,7%. Nel 2017 ha ottenuto il 13º posto nella classifica dei migliori primi voti con il 50,0% dei primi voti. 
Fino al 2015 è stata membro e presidente della commissione del Bundestag per l'alimentazione e l'agricoltura.
Nel 2014 è stata invitata dall'associazione regionale DGB Ostfriesland-Nördliches Emsland a parlare a un evento in occasione della giornata contro la guerra al memoriale di Esterwegen. In una precedente intervista, aveva mostrato comprensione per le azioni dell'esercito israeliano nel conflitto di Gaza del 2014 . 
Da gennaio 2015 al 2021 è stata vicecapogruppo parlamentare e responsabile dei settori alimentazione, tutela della salute dei consumatori, agricoltura, chiese, arte, cultura e media. Ha sostenuto l'ampliamento delle restrizioni sulla pubblicità delle sigarette. 
Il 15 dicembre 2016, Connemann ha ricevuto dal Presidente del Bundestag, Norbert Lammert, la Croce al Merito della Repubblica Federale di Germania per i suoi servizi speciali al bene comune.
È una dei 75 parlamentari dell'Unione – 68 della CDU (26,9% di tutti i parlamentari della CDU) e 7 della CSU (12,5% di tutti i parlamentari della CSU) – che hanno votato per il matrimonio tra persone dello stesso sesso nel luglio 2017. 
Nell'aprile 2020, Connemann ha co-firmato, insieme a circa 50 altri membri del suo gruppo parlamentare, una lettera alla presidente della Commissione europea Ursula von der Leyen in cui invitava l'Unione europea ad accogliere i bambini che vivevano nei campi per migranti in tutta la Grecia.